# Pandemia de COVID-19 na Somália
Este artigo documenta os impactos da pandemia de coronavírus de 2020 na Somália e pode não incluir todas as principais respostas e medidas contemporâneas.

## Linha do tempo
Em 16 de março, o primeiro caso de COVID-19 na Somália foi confirmado. Seguidamente, o Ministro da Saúde local anunciou que o infectado era um cidadão somaliano que havia voltado da China.

## Reações
Em 15 de março, o governo bloqueou a entrada de todos os passageiros que estavam na China, Irã, Itália ou Coreia do Sul nos últimos 14 dias. À época, o governo havia colocado quatro pessoas em quarentena.
Em 17 de março, o governo anunciou que escolas e universidades seriam fechadas por 15 dias a partir de 19 de março de que grandes reuniões públicas estavam proibidas.
O Ministério da Aviação da Somália ordenou a suspensão de todos os voos internacionais por um período de 15 dias, começando em 18 de março, com a possibilidade de exceção para voos humanitários. Ainda em 18 de março, o primeiro-ministro Hassan Ali Khayre anunciou que US$ 5 milhões foram alocados para combater a pandemia.
Mohamed Mohamud Ali, presidente da Associação Médica da Somália, alertou que o vírus pode matar muito mais pessoas na Somália do que na China ou no Irã, tendo em conta a falta de equipamentos de testes no país e a demora de até três dias para a obtenção dos resultados.